# Sean Murray (Komponist)
Sean Murray (* 1965) ist ein US-amerikanischer Komponist.

## Leben
Er ist der Sohn des Schauspielers Don Murray. Sein Halbbruder ist der Schauspieler Christopher Murray. Er wuchs in Santa Barbara auf. Als er im Alter von 10 Jahren beim Dreh von Damien's Island die Kompositionen von Brad Fiedel hörte, stand für ihn der Entschluss fest, selber Filmkomponist werden zu wollen, weswegen er an der Brooks Institute Film School studierte.

## Filmografie (Auswahl)

### Film und Fernsehen
- 1986: Scorpion
- 1996: Die französische Freundin (Arranged Marriage)
- 1997: Madam Savant – Das Haus der Laster (Madam Savant)
- 1997–1998: Buffy – Im Bann der Dämonen (Buffy the Vampire Slayer, Fernsehserie, 10 Folgen)
- 1997: Die letzte Welle (Ocean Tribe)
- 1997: Scharfe Beute – Heiße Ware (A Rock and a Hard Place)
- 1998: Cryin’ Ryan – Ein Geist sucht Hilfe (The Legend of Cryin’ Ryan)
- 2000: God, the Devil and Bob (Fernsehserie, 2 Folgen)
- 2001: Codename: Elite (Elite)
- 2001: Out of Time – Der tödliche Auftrag (Firetrap)
- 2001: Phase IV – Spiel des Todes (Phase IV)
- 2002: Global Effect – Am Rande der Vernichtung (Global Effect)
- 2002: Pit Fighter 2 – The Beginning (The Honorable)
- 2003: Der 7. Kreis der Hölle (Purgatory Flats)
- 2004: Im Fadenkreuz des Terrors (Face of Terror)
- 2004: Kunstraub – Art Heist (Art Heist)
- 2005: Zickenterror an der High School (Bad Girls from Valley High)
- 2006: City of the Dead (Last Rites)
- 2006: Wenn der Mond auf die Erde stürzt (Earthstorm)
- 2008: Clean Break – Die schmutzige Wahrheit (Clean Break)
- 2013: The Package – Killer Games (The Package)
- 2018: Deep Blue Sea 2
- 2019: Avengement – Blutiger Freigang

### Videospiele
- 2003: True Crime: Streets of LA
- 2008: Call of Duty: World at War
- 2010: Call of Duty: Black Ops
- 2013: Breach & Clear
- 2014: Counter-Strike: Global Offensive